# Уэно, Ёсихару
Ёсихару Уэно (яп. 上野 良治, род. 21 апреля 1973, Сайтама) — японский футболист.
На протяжении своей футбольной карьеры выступал за клуб «Иокогама Ф. Маринос». В 2000 году сыграл за национальную сборную Японии один матч.

## Достижения
- Джей-лиги (3): 1995, 2003, 2004
- Кубок Джей-лиги: 2001